# DB하이텍
DB하이텍은 DB그룹에 속한 기업으로 반도체 파운드리 사업을 주력으로 영위하는 회사이다. 파운드리란 생산 시설을 갖추고, 고객사가 설계한 반도체를 위탁 생산하여 공급하는 것을 의미한다. '수탁 반도체 제조 사업'이라고도 한다.

## 실적 및 매각
실적은 좋지 못하여 매년 수백억에서 천억 가까운 순손실을 기록해왔고, 매각이 추진되기도 했다. 2014년 9월 한화증권에서는 동부하이텍을 현대상선, 한국화장품, 넥솔론, STX그룹주 등과 함께 고위험등급 주식으로 분류했다. 다만 파운드리가 반도체 산업에서 차지하는 중요성을 감안할 때 동부하이텍의 해외 매각은 막아야 한다는 여론이 대한민국 내에서 조성되기도 했다.
그러나 파운드리 사업에 진출한지 13년만인 2014년 영업이익 기준 흑자 전환했다. 실적이 지속적으로 개선되며 2016년 산업은행은 매각계획을 철회했다. 2019년 연결기준 매출액 8,074억, 영업이익 1,813억, 순이익 1,046억원을 달성했다. 2021년 매출액 1조 수준이며, 2022년 매출액 전망은 1조 6천억 수준이다.

## 생산능력
2024년 기준 DB하이텍 전체 월간 8인치 웨이퍼 생산능력은 약 15만 1천장에 달하며, 2026년 이후 상우공장(음성 Fab2) 클린룸 확장 공사가 시작되고 확장 공사 완료 후 생산 능력은 기존 대비 23% 증가한 총 19만장 생산능력을 갖출 예정이다.
| 구분 | 위치          | 8인치 웨이퍼 생산능력(월간) | 주요 생산제품 및 특징                       |
| ---- | ------------- | --------------------------- | ------------------------------------------- |
| Fab1 | 경기도 부천시 | 9만 1천장                   | BCDMOS, 전력반도체 등, 주력 생산 거점       |
| Fab2 | 충북 음성군   | 6만장                       | 전력반도체, 이미지센서, 차세대 SiC/Gan 라인 |

## 연혁
- 1953년 4월 - 한국농약 주식회사 설립
- 1965년 8월 - 영남화학 주식회사 설립
- 1973년 6월 - 울산석유화학공업 주식회사 설립
- 1975년 12월 - 한국거래소 유가증권시장에 주식을 상장
- 1981년 10월 - 한국농약주식회사에서 주식회사 한농으로 상호변경
- 1986년 9월 - 울산석유화학공업 주식회사에서 동부석유화학 주식회사로 사명 변경
- 1988년 2월 - 동부석유화학, 영남화학 주식회사 인수
- 1990년 5월 - 동부석유화학, 영남화학 합병 '동부화학 주식회사'로 사명 변경
- 1995년 2월 - 최대주주의 변동(정철호 → 동부제강)
- 1992년 6월 - 동부화학 정제인산공장 준공
- 1995년 5월 - 주식회사 한농, 동부그룹 계열사로 출범
- 1996년 12월 - (주)한농에서 동부한농화학(주)로 변경
- 1997년 3월 1일 - 동부화학(주) 합병
- 1998년 11월 27일 - LAFARGE PLATRES INTERNATIONAL S.A에 석고사업부문 양도(양도가액: 676억원)
- 2007년 5월 - 동부일렉트로닉스㈜를 흡수합병하고 동부하이텍으로 사명 변경
- 2008년 2월 1일 - 금속재료(합금철) 사업부문을 ㈜동부메탈(현 DB메탈)로 물적분할
- 2010년 6월 1일 - 농업사업부문을 ㈜동부한농(현 팜한농)으로 물적분할
- 2017년 11월 1일 - (주)동부하이텍에서 (주)DB하이텍으로 변경[6]

## 투자
2023년 KCGI가 DB하이텍 지분 7.05%를 사들이며 경영 참여를 선언했다가 9개월 만에 모회사 DB Inc에 지분 5.63%를 팔았다.

## 참조
1. ↑  http://www.etoday.co.kr/news/view/895280
2. ↑  "80개 고위험주 투자 주의를" 한화증권, STX·동부하이텍·한국화장품 등 선정, 서울경제 2014.09.22
3. ↑  [사설]동부하이텍 해외매각은 막아야 한다, 전자신문 Sep 1, 2014
4. ↑  https://news.mt.co.kr/mtview.php?no=2016062213581378087
5. ↑  “DB하이텍, 파운드리 생산능력 확대…"업황 회복 선제 대응"”. 《연합뉴스》. 2023년 9월 21일. 2024년 6월 18일에 확인함.
6. ↑  동부그룹 社名, ‘DB’로 바꿨다, 《동아일보》, 2017-11-02
7. ↑  “조슬기, 분노한 소액주주 KCGI 고소…DB하이텍 지분 부당 매각 논란”. 《SBS비즈》. 2024년 11월 20일.